# پل لیبرشتاین
پل لیبرشتاین (انگلیسی: Paul Lieberstein؛ زادهٔ ۲۲ فوریهٔ ۱۹۶۷) فیلم‌نامه‌نویس، کارگردان تلویزیونی، تهیه‌کننده و بازیگر اهل ایالات متحده آمریکا است. وی از سال ۱۹۹۲ میلادی تاکنون مشغول فعالیت بوده‌است.
از فیلم‌ها یا برنامه‌های تلویزیونی که وی در آن نقش داشته‌است می‌توان به اجناس: سخت زندگی می‌کنند، فروش سخت و اداره اشاره کرد.
وی همچنین برندهٔ جوایزی همچون جایزه انجمن نویسندگان آمریکا شده‌است.